# رؤساء الولايات المتحدة الأمريكية على قيد الحياة
هذا المقال رؤساء الولايات المتحدة الأمريكية على قيد الحياة منذ تنصيب أول رئيس عام 1789 حتى الوقت الحاضر. يتضمن الجدول التالي جميع الرؤساء الأربعة والأربعين الذين أدوا اليمين الرئاسي. (لم يتم تضمين الأشخاص الذين عملوا كرئيس بالوكالة للولايات المتحدة أو رئيسًا للكونغرس القاري). بالإضافة إلى الرئيس الحالي جو بايدن ، هناك أربعة رؤساء سابقين على قيد الحياة: جيمي كارتر ، بيل كلينتون ، جورج دبليو بوش وباراك أوباما، دونالد جيه ترامب

## أكثر عدد رؤساء على قيد الحياة وأقلهم
كانت هناك أربع فترات زمنية عاش فيها ستة رؤساء أحياء (أي الرئيس الحالي وخمسة رؤساء سابقين):
- مارس 1861 إلى يناير 1862 - مارتن فان بورين ، جون تايلر ، ميلارد فيلمور ، فرانكلين بيرس ، جيمس بوكانان ، ابراهام لنكون
- يناير 1993 إلى أبريل 1994 - ريتشارد نيكسون ، جيرالد فورد ، جيمي كارتر ، رونالد ريغان ، جورج بوش ، و بيل كلينتون (ستة رؤساء متتاليين)
- يناير 2001 إلى يونيو 2004 - جيرالد فورد ، جيمي كارتر ، رونالد ريغان ، جورج بوش ، بيل كلينتون وجورج دبليو بوش (ستة رؤساء متتاليين)
- من يناير 2017 إلى نوفمبر 2024 - ، جيمي كارتر ، جورج بوش ، بيل كلينتون وجورج دبليو بوش وباراك أوباما ودونالد ترامب

كانت هناك ست فترات زمنية كان فيها الرئيس الحالي هو الرئيس الوحيد الذي لم يكن له أسلاف على قيد الحياة:
- أبريل 1789 إلى مارس 1797 - جورج واشنطن ، الذي ، باعتباره أول رئيس ، لم يكن له أسلاف.
- ديسمبر 1799 إلى مارس 1801 - جون آدامز ، بعد وفاة سلفه الوحيد ، جورج واشنطن
- يوليو 1875 إلى مارس 1877 - يوليسيس س. جرانت ، بعد وفاة آخر سلفه على قيد الحياة ، أندرو جونسون
- يونيو 1908 إلى مارس 1909 - ثيودور روزفلت ، بعد وفاة آخر سلفه على قيد الحياة ، غروفر كليفلاند
- يناير 1933 إلى مارس 1933 - هربرت هوفر ، بعد وفاة آخر سلفه على قيد الحياة ، كالفين كوليدج
- يناير 1973 إلى أغسطس 1974 - ريتشارد نيكسون ، بعد وفاة آخر سلفه على قيد الحياة ، ليندون جونسون

والجدير بالذكر أن ريتشارد نيكسون هو الشخص الوحيد الذي كان الرئيس الأمريكي الوحيد الحي (من يناير 1973 إلى أغسطس 1974) وواحدًا من ستة رؤساء أحياء (من يناير 1993 إلى أبريل 1994).

## رؤساء الولايات المتحدة على قيد الحياة حالياً
رؤساء الولايات المتحدة الأمريكية على قيد الحياة اعتبارًا من 21 مارس 2025 («من الأكبر إلى الأصغر»):

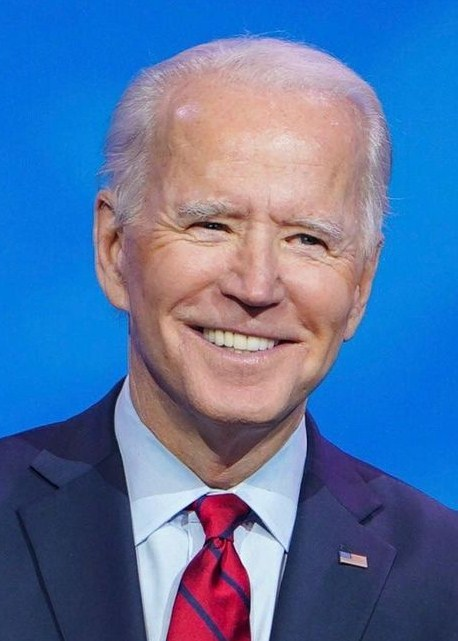
جو بايدن (2021–حاليا) مواليد 20 نوفمبر 1942 (عمره 82 سنوات و121 أيام)
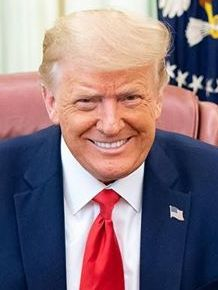
دونالد ترامب (2017– 2021) مواليد 14 يونيو 1946 (عمره 78 سنوات و280 أيام)
جورج دبليو بوش (2001–2009) مواليد 6 يوليو 1946 (عمره 78 سنوات و258 أيام)
بيل كلينتون (1993–2001) مواليد 19 أغسطس 1946 (عمره 78 سنوات و214 أيام)
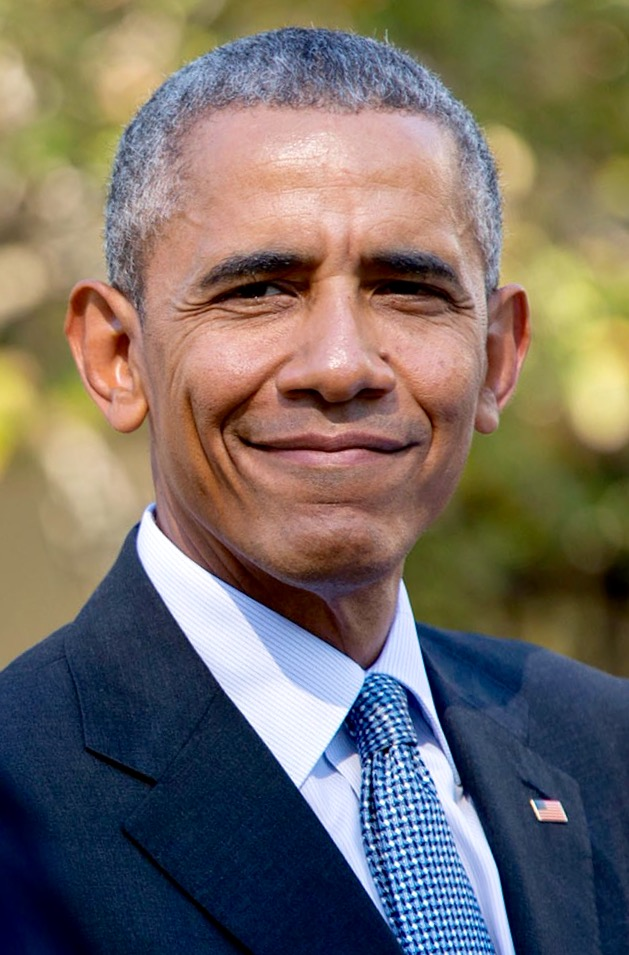
باراك أوباما (2009–2017) مواليد 4 أغسطس 1961 (عمره 63 سنوات و229 أيام)

## الخط الزمني للرؤساء الأمريكيين
عدد الرؤساء الأحياء في كل لحظة من تاريخ الولايات المتحدة:
| عدد الرؤساء الأحياء في كل لحظة في تاريخ الولايات المتحدة                                                                                      | عدد الرؤساء الأحياء في كل لحظة في تاريخ الولايات المتحدة | عدد الرؤساء الأحياء في كل لحظة في تاريخ الولايات المتحدة                           | عدد الرؤساء الأحياء في كل لحظة في تاريخ الولايات المتحدة |
| الحدث وانتهائه | رؤساء الولايات المتحدة على قيد الحياة حسب الفترة         | رؤساء الولايات المتحدة على قيد الحياة حسب الفترة                                   | الفترة الزمنية                                           |
| --- | -------------------------------------------------------- | ---------------------------------------------------------------------------------- | -------------------------------------------------------- |
| من: 30 أبريل 1789 تنصيب جورج واشنطن الرئاسي الأول إلى: 04 مارس 1797 تنصيب جون آدامز                                                           | 1                                                        | جورج واشنطن                                                                        | 7 سنوات و308 أيام                                        |
| من: 04 مارس 1797 تنصيب جون آدامز إلى: 14 ديسمبر 1799 وفاة جورج واشنطن                                                                         | 2                                                        | جورج واشنطن جون آدامز                                                              | 2 سنوات و285 أيام                                        |
| من: 14 ديسمبر 1799 وفاة جورج واشنطن إلى: 04 مارس 1801 تنصيب توماس جيفرسون الرئاسي الأول                                                       | 1                                                        | جون آدامز                                                                          | 1 سنة و80 أيام                                           |
| من: 04 مارس 1801 تنصيب توماس جيفرسون الرئاسي الأول إلى: 04 مارس 1809 تنصيب جيمس ماديسون الرئاسي الأول                                         | 2                                                        | جون آدامز توماس جفرسون                                                             | 8 سنوات و0 أيام                                          |
| من: 04 مارس 1809 تنصيب جيمس ماديسون الرئاسي الأول إلى: 04 مارس 1817 تنصيب جيمس مونرو الرئاسي الأول                                            | 3                                                        | جون آدامز توماس جفرسون جيمس ماديسون                                                | 8 سنوات و0 أيام                                          |
| من: 04 مارس 1817 تنصيب جيمس مونرو الرئاسي الأول إلى: 04 مارس 1825 تنصيب جون كوينسي آدامز الرئاسي                                              | 4                                                        | جون آدامز توماس جفرسون جيمس ماديسون جيمس مونرو                                     | 8 سنوات و0 أيام                                          |
| من: 04 مارس 1825 تنصيب جون كوينسي آدامز إلى: 04 يوليو 1826 وفاة توماس جيفرسون                                                                 | 5                                                        | جون آدامز توماس جفرسون جيمس ماديسون جيمس مونرو جون كوينسي آدامز                    | 1 سنة و122 أيام                                          |
| من: 04 يوليو 1826 وفاة توماس جيفرسون إلى: 04 يوليو 1826 وفاة جون آدامز                                                                        | 4                                                        | جون آدامز جيمس ماديسون جيمس مونرو جون كوينسي آدامز                                 | 5½ ساعات                                                 |
| من: 04 يوليو 1826 وفاة جون آدامز إلى: 04 مارس 1829 تنصيب أندرو جاكسون الرئاسي الأولى                                                          | 3                                                        | جيمس ماديسون جيمس مونرو جون كوينسي آدامز                                           | 2 سنوات و243 أيام                                        |
| من: 04 مارس 1829 تنصيب أندرو جاكسون الرئاسي الأولى إلى: 04 يوليو 1831 وفاة جيمس مونرو                                                         | 4                                                        | جيمس ماديسون جيمس مونرو جون كوينسي آدامز أندرو جاكسون                              | 2 سنوات و122 أيام                                        |
| من: 04 يوليو 1831 وفاة جيمس مونرو إلى: 28 يونيو 1836 وفاة جيمس ماديسون                                                                        | 3                                                        | جيمس ماديسون جون كوينسي آدامز أندرو جاكسون                                         | 4 سنوات و360 أيام                                        |
| من: 28 يونيو 1836 وفاة جيمس ماديسون إلى: 04 مارس 1837 تنصيب مارتن فان بورين                                                                   | 2                                                        | جون كوينسي آدامز أندرو جاكسون                                                      | 249 أيام                                                 |
| من: 04 مارس 1837 تنصيب مارتن فان بورين إلى: 04 مارس 1841 تنصيب ويليام هنري هاريسون                                                            | 3                                                        | جون كوينسي آدامز أندرو جاكسون مارتن فان بيورين                                     | 4 سنوات و0 أيام                                          |
| من: 04 مارس 1841 تنصيب ويليام هنري هاريسون إلى: 04 أبريل 1841 وفاة وليام هنري هاريسون و لاحقا تنصيب جون تايلر                                 | 4                                                        | جون كوينسي آدامز أندرو جاكسون مارتن فان بيورين ويليام هنري هاريسون                 | 31 أيام                                                  |
| من: 04 أبريل 1841 وفاة وليام هنري هاريسون و لاحقا تنصيب جون تايلر إلى: 04 مارس 1845 تنصيب جيمس بوك                                            | 4                                                        | جون كوينسي آدامز أندرو جاكسون مارتن فان بيورين جون تايلر                           | 3 سنوات و334 أيام                                        |
| من: 04 مارس 1845 تنصيب جيمس بوك إلى: 08 يونيو 1845 وفاة أندرو جاكسون                                                                          | 5                                                        | جون كوينسي آدامز أندرو جاكسون مارتن فان بيورين جون تايلر جيمس بوك                  | 96 أيام                                                  |
| من: 08 يونيو 1845 وفاة أندرو جاكسون إلى: 23 فبراير 1848 وفاة جون كوينسي آدامز                                                                 | 4                                                        | جون كوينسي آدامز مارتن فان بيورين جون تايلر جيمس بوك                               | 2 سنوات و260 أيام                                        |
| من: 23 فبراير 1848 وفاة جون كوينسي آدامز إلى: 04 مارس 1849 تنصيب زكاري تايلور                                                                 | 3                                                        | مارتن فان بيورين جون تايلر جيمس بوك                                                | 1 سنة و9 أيام                                            |
| من: 04 مارس 1849 تنصيب زكاري تايلور إلى: 15 يونيو 1849 وفاة جيمس بوك                                                                          | 4                                                        | مارتن فان بيورين جون تايلر جيمس بوك زاكاري تايلور                                  | 103 أيام                                                 |
| من: 15 يونيو 1849 وفاة جيمس بوك إلى: 09 يوليو 1850 وفاة زكاري تايلور و لاحقا تنصيب ميلارد فيلمور                                              | 3                                                        | مارتن فان بيورين جون تايلر زاكاري تايلور                                           | 1 سنة و24 أيام                                           |
| من: 09 يوليو 1850 وفاة زكاري تايلور و لاحقا تنصيب ميلارد فيلمور إلى: 04 مارس 1853 تنصيب فرانكلين بيرس                                         | 3                                                        | مارتن فان بيورين جون تايلر ميلارد فيلمور                                           | 2 سنوات و238 أيام                                        |
| من: 04 مارس 1853 تنصيب فرانكلين بيرس إلى: 04 مارس 1857 تنصيب جيمس بوكانان                                                                     | 4                                                        | مارتن فان بيورين جون تايلر ميلارد فيلمور فرانكلين بيرس                             | 4 سنوات و0 أيام                                          |
| من: 04 مارس 1857 تنصيب جيمس بوكانان إلى: 04 مارس 1861 تنصيب ابراهام لنكولن الرئاسي الأول                                                      | 5                                                        | مارتن فان بيورين جون تايلر ميلارد فيلمور فرانكلين بيرس جيمس بوكانان                | 4 سنوات و0 أيام                                          |
| من: 04 مارس 1861 تنصيب ابراهام لنكولن الرئاسي الأول إلى: 18 يناير 1862 وفاة جون تايلر                                                         | 6                                                        | مارتن فان بيورين جون تايلر ميلارد فيلمور فرانكلين بيرس جيمس بوكانان ابراهام لنكولن | 320 أيام                                                 |
| من: 18 يناير 1862 وفاة جون تايلر إلى: 24 يوليو 1862 وفاة مارتن فان بورين                                                                      | 5                                                        | مارتن فان بيورين ميلارد فيلمور فرانكلين بيرس جيمس بوكانان ابراهام لنكولن           | 187 أيام                                                 |
| من: 24 يوليو 1862 وفاة مارتن فان بورين إلى: 15 أبريل 1865 اغتيال أبراهام لينكون و لاحقا تنصيب أندرو جونسون                                    | 4                                                        | ميلارد فيلمور فرانكلين بيرس جيمس بوكانان ابراهام لنكولن                            | 2 سنوات و265 أيام                                        |
| من: 15 أبريل 1865 اغتيال أبراهام لينكون و لاحقا تنصيب أندرو جونسون إلى: 01 يونيو 1868 وفاة جيمس بوكانان                                       | 4                                                        | ميلارد فيلمور فرانكلين بيرس جيمس بوكانان أندرو جونسون                              | 3 سنوات و47 أيام                                         |
| من: 01 يونيو 1868 وفاة جيمس بوكانان إلى: 04 مارس 1869 تنصيب يوليسيس غرانت الرئاسي الأول                                                       | 3                                                        | ميلارد فيلمور فرانكلين بيرس أندرو جونسون                                           | 276 أيام                                                 |
| من: 04 مارس 1869 تنصيب يوليسيس جرانت الرئاسي الأول إلى: 08 أكتوبر 1869 وفاة فرانكلين بيرس                                                     | 4                                                        | ميلارد فيلمور فرانكلين بيرس أندرو جونسون يوليسيس جرانت                             | 218 أيام                                                 |
| من: 08 أكتوبر 1869 وفاة فرانكلين بيرس إلى: 08 مارس 1874 وفاة ميلارد فيلمور                                                                    | 3                                                        | ميلارد فيلمور أندرو جونسون يوليسيس جرانت                                           | 4 سنوات و151 أيام                                        |
| من: 08 مارس 1874 وفاة ميلارد فيلمور إلى: 31 يوليو 1875 وفاة أندرو جونسون                                                                      | 2                                                        | أندرو جونسون يوليسيس جرانت                                                         | 1 سنة و145 أيام                                          |
| من: 31 يوليو 1875 وفاة أندرو جونسون إلى: 04 مارس 1877 تنصيب رذرفورد ب. هايز                                                                   | 1                                                        | يوليسيس جرانت                                                                      | 1 سنة و216 أيام                                          |
| من: 04 مارس 1877 تنصيب رذرفورد ب. هايز إلى: 04 مارس 1881 تنصيب جيمس جارفيلد                                                                   | 2                                                        | يوليسيس جرانت رذرفورد هايز                                                         | 4 سنوات و0 أيام                                          |
| من: 04 مارس 1881 تنصيب جيمس أ. جارفيلد إلى: 19 سبتمبر 1881 اغتيال جيمس أ. جارفيلد و لاحقاً تنصيب تشيستر أ. آرثر                                | 3                                                        | يوليسيس جرانت رذرفورد هايز جيمس جارفيلد                                            | 199 أيام                                                 |
| من: 19 سبتمبر 1881 اغتيال جيمس أ. جارفيلد و لاحقاً تنصيب تشيستر أ. آرثر إلى: 04 مارس 1885 تنصيب جروفر كليفلاند الرئاسي الأول                   | 3                                                        | يوليسيس جرانت رذرفورد هايز تشستر آرثر                                              | 3 سنوات و166 أيام                                        |
| من: 04 مارس 1885 تنصيب جروفر كليفلاند الرئاسي الأول إلى: 23 يوليو 1885 وفاة يوليسيس جرانت                                                     | 4                                                        | يوليسيس جرانت رذرفورد هايز تشستر آرثر جروفر كليفلاند                               | 141 أيام                                                 |
| من: 23 يوليو 1885 وفاة يوليسيس جرانت إلى: 18 نوفمبر 1886 وفاة تشيستر أ. آرثر                                                                  | 3                                                        | رذرفورد هايز تشستر آرثر جروفر كليفلاند                                             | 1 سنة و118 أيام                                          |
| من: 18 نوفمبر 1886 موت تشيستر أ. آرثر إلى: 04 مارس 1889 تنصيب بنيامين هاريسون                                                                 | 2                                                        | رذرفورد هايز جروفر كليفلاند                                                        | 2 سنوات و106 أيام                                        |
| من: 04 مارس 1889 تنصيب بنيامين هاريسون إلى: 17 يناير 1893 وفاة رذرفورد ب. هايز                                                                | 3                                                        | رذرفورد هايز جروفر كليفلاند بنجامين هاريسون                                        | 3 سنوات و319 أيام                                        |
| من: 17 يناير 1893 وفاة رذرفورد ب. هايز إلى: 04 مارس 1897 تنصيب وليام ماكينلي الرئاسي الأول                                                    | 2                                                        | جروفر كليفلاند بنجامين هاريسون                                                     | 4 سنوات و46 أيام                                         |
| من: 04 مارس 1897 تنصيب وليام ماكينلي الرئاسي الأول إلى: 13 مارس 1901 وفاة بنيامين هاريسون                                                     | 3                                                        | جروفر كليفلاند بنجامين هاريسون ويليام ماكينلي                                      | 4 سنوات و9 أيام                                          |
| من: 13 مارس 1901 وفاة بنيامين هاريسون إلى: 14 سبتمبر 1901 اغتيال ويليام ماكينلي و لاحقاً تنصيب ثيودور روزفلت الرئاسي الأول                     | 2                                                        | جروفر كليفلاند ويليام ماكينلي                                                      | 185 أيام                                                 |
| من: 14 سبتمبر 1901 اغتيال ويليام ماكينلي و لاحقاً تنصيب ثيودور روزفلت الرئاسي الأول إلى: 24 يونيو 1908 وفاة جروفر كليفلاند                     | 2                                                        | جروفر كليفلاند ثيودور روزفلت                                                       | 6 سنوات و284 أيام                                        |
| من: 24 يونيو 1908 وفاة جروفر كليفلاند إلى: 04 مارس 1909 تنصيب ويليام هوارد تافت                                                               | 1                                                        | ثيودور روزفلت                                                                      | 253 أيام                                                 |
| من: 04 مارس 1909 تنصيب ويليام هوارد تافت إلى: 04 مارس 1913 تنصيب وودرو ويلسون الرئاسي الأول                                                   | 2                                                        | ثيودور روزفلت وليام هوارد تافت                                                     | 4 سنوات و0 أيام                                          |
| من: 04 مارس 1913 تنصيب وودرو ويلسون الرئاسي الأول إلى: 06 يناير 1919 وفاة ثيودور روزفلت                                                       | 3                                                        | ثيودور روزفلت وليام هوارد تافت وودرو ويلسون                                        | 5 سنوات و308 أيام                                        |
| من: 06 يناير 1919 وفاة ثيودور روزفلت إلى: 04 مارس 1921 تنصيب وارن جي هاردينغ                                                                  | 2                                                        | ويليام هوارد تافت وودرو ويلسون                                                     | 2 سنوات و57 أيام                                         |
| من: 04 مارس 1921 تنصيب وارن جي هاردينغ إلى: 02 أغسطس 1923 وفاة وارن جي هاردينغ و لاحقاً تنصيب كالفين كوليدج الرئاسي الأول                      | 3                                                        | ويليام هوارد تافت وودرو ويلسون وارن جي. هاردينغ                                    | 2 سنوات و151 أيام                                        |
| من: 02 أغسطس 1923 وفاة وارن جي هاردينغ و لاحقاً تنصيب كالفين كوليدج الرئاسي الأول إلى: 03 فبراير 1924 وفاة وودرو ويلسون                        | 3                                                        | ويليام هوارد تافت وودرو ويلسون كالفين كوليدج                                       | 185 أيام                                                 |
| من: 03 فبراير 1924 وفاة وودرو ويلسون إلى: 04 مارس 1929 تنصيب هربرت هوفر                                                                       | 2                                                        | ويليام هوارد تافت كالفين كوليدج                                                    | 5 سنوات و29 أيام                                         |
| من: 04 مارس 1929 تنصيب هربرت هوفر إلى: 08 مارس 1930 وفاة ويليام هوارد تافت                                                                    | 3                                                        | ويليام هوارد تافت كالفين كوليدج هربرت هوفر                                         | 1 سنة و4 أيام                                            |
| من: 08 مارس 1930 وفاة ويليام هوارد تافت إلى: 05 يناير 1933 وفاة كالفن كوليدج                                                                  | 2                                                        | كالفين كوليدج هربرت هوفر                                                           | 2 سنوات و303 أيام                                        |
| من: 05 يناير 1933 وفاة كالفن كوليدج إلى: 04 مارس 1933 تنصيب فرانكلين روزفلت الرئاسي الأول                                                     | 1                                                        | هربرت هوفر                                                                         | 58 أيام                                                  |
| من: 04 مارس 1933 تنصيب فرانكلين روزفلت الرئاسي الأول إلى: 12 أبريل 1945 وفاة فرانكلين دي روزفلت و لاحقاً تنصيب هاري إس ترومان الرئاسي الأول    | 2                                                        | هربرت هوفر فرانكلين روزفلت                                                         | 12 سنوات و39 أيام                                        |
| من: 12 أبريل 1945 وفاة فرانكلين دي روزفلت و لاحقاً تنصيب هاري إس ترومان الرئاسي الأول إلى: 20 يناير 1953 تنصيب دوايت دي أيزنهاور الرئاسي الأول | 2                                                        | هربرت هوفر هاري ترومان                                                             | 7 سنوات و283 أيام                                        |
| من: 20 يناير 1953 تنصيب هاري إس ترومان الرئاسي الأول إلى: 20 يناير 1961 تنصيب جون ف. كينيدي                                                   | 3                                                        | هربرت هوفر هاري ترومان دوايت أيزنهاور                                              | 8 سنوات و0 أيام                                          |
| من: 20 يناير 1961 تنصيب جون ف. كينيدي إلى: 22 نوفمبر 1963 اغتيال جون كينيدي و لاحقاً تنصيب ليندون جونسون الرئاسي الأول                         | 4                                                        | هربرت هوفر هاري ترومان دوايت أيزنهاور جون كينيدي                                   | 2 سنوات و306 أيام                                        |
| من: 22 نوفمبر 1963 اغتيال جون ف. كينيدي و لاحقاً تنصيب ليندون جونسون الرئاسي الأول إلى: 20 أكتوبر 1964 وفاة هربرت هوفر                         | 4                                                        | هربرت هوفر هاري ترومان دوايت أيزنهاور ليندون جونسون                                | 333 أيام                                                 |
| من: 20 أكتوبر 1964 وفاة هربرت هوفر إلى: 20 يناير 1969 تنصيب ريتشارد نيكسون الرئاسي الأول                                                      | 3                                                        | هاري ترومان دوايت أيزنهاور ليندون جونسون                                           | 4 سنوات و92 أيام                                         |
| من: 20 يناير 1969 تنصيب ريتشارد نيكسون الرئاسي الأول إلى: 28 مارس 1969 وفاة دوايت دي أيزنهاور                                                 | 4                                                        | هاري ترومان دوايت أيزنهاور ليندون جونسون ريتشارد نيكسون                            | 67 أيام                                                  |
| من: 28 مارس 1969 وفاة دوايت دي أيزنهاور إلى: 26 ديسمبر 1972 وفاة هاري ترومان                                                                  | 3                                                        | هاري ترومان ليندون جونسون ريتشارد نيكسون                                           | 3 سنوات و281 أيام                                        |
| من: 26 ديسمبر 1972 وفاة هاري ترومان إلى: 22 يناير 1973 وفاة ليندون جونسون                                                                     | 2                                                        | ليندون جونسون ريتشارد نيكسون                                                       | 27 أيام                                                  |
| من: 22 يناير 1973 وفاة ليندون جونسون إلى: 09 أغسطس 1974 تنصيب جيرالد فورد                                                                     | 1                                                        | ريتشارد نيكسون                                                                     | 1 سنة و199 أيام                                          |
| من: 09 أغسطس 1974 تنصيب جيرالد فورد إلى: 20 يناير 1977 تنصيب جيمي كارتر                                                                       | 2                                                        | ريتشارد نيكسون جيرالد فورد                                                         | 2 سنوات و164 أيام                                        |
| من: 20 يناير 1977 تنصيب جيمي كارتر إلى: 20 يناير 1981 تنصيب رونالد ريغان الرئاسي الأول                                                        | 3                                                        | ريتشارد نيكسون جيرالد فورد جيمي كارتر                                              | 4 سنوات و0 أيام                                          |
| من: 20 يناير 1981 تنصيب رونالد ريغان الرئاسي الأول إلى: 20 يناير 1989 تنصيب جورج بوش الأب                                                     | 4                                                        | ريتشارد نيكسون جيرالد فورد جيمي كارتر رونالد ريغان                                 | 8 سنوات و0 أيام                                          |
| من: 20 يناير 1989 تنصيب جورج بوش الأب إلى: 20 يناير 1993 تنصيب بيل كلينتون الرئاسي الأول                                                      | 5                                                        | ريتشارد نيكسون جيرالد فورد جيمي كارتر رونالد ريغان جورج بوش الأب                   | 4 سنوات و0 أيام                                          |
| من: 20 يناير 1993 تنصيب بيل كلينتون الرئاسي الأول إلى: 22 أبريل 1994 وفاة ريتشارد نيكسون                                                      | 6                                                        | ريتشارد نيكسون جيرالد فورد جيمي كارتر رونالد ريغان جورج بوش الأب بيل كلينتون       | 1 سنة و92 أيام                                           |
| من: 22 أبريل 1994 وفاة ريتشارد نيكسون إلى: 20 يناير 2001 تنصيب جورج دبليو بوش الرئاسي الأول                                                   | 5                                                        | جيرالد فورد جيمي كارتر رونالد ريغان جورج بوش الأب بيل كلينتون                      | 6 سنوات و273 أيام                                        |
| من: 20 يناير 2001 تنصيب جورج دبليو بوش الرئاسي الأول إلى: 05 يونيو 2004 وفاة رونالد ريغان                                                     | 6                                                        | جيرالد فورد جيمي كارتر رونالد ريغان جورج بوش الأب بيل كلينتون جورج دبليو بوش       | 3 سنوات و137 أيام                                        |
| من: 05 يونيو 2004 وفاة رونالد ريغان إلى: 26 ديسمبر 2006 وفاة جيرالد فورد                                                                      | 5                                                        | جيرالد فورد جيمي كارتر جورج بوش الأب بيل كلينتون جورج دبليو بوش                    | 2 سنوات و204 أيام                                        |
| من: 26 ديسمبر 2006 وفاة جيرالد فورد إلى: 20 يناير 2009 تنصيب باراك أوباما الرئاسي الأول                                                       | 4                                                        | جيمي كارتر جورج بوش الأب بيل كلينتون جورج دبليو بوش                                | 2 سنوات و25 أيام                                         |
| من: 20 يناير 2009 تنصيب باراك أوباما الرئاسي الأول إلى: 20 يناير 2017 تنصيب دونالد ترامب                                                      | 5                                                        | جيمي كارتر جورج بوش الأب بيل كلينتون جورج دبليو بوش باراك أوباما                   | 8 سنوات و0 أيام                                          |
| من: 20 يناير 2017 نصيب دونالد ترامب إلى: 30 نوفمبر 2018 وفاة جورج بوش                                                                         | 6                                                        | جيمي كارتر جورج بوش الأب بيل كلينتون جورج دبليو بوش باراك أوباما دونالد ترامب      | 1 سنة و314 أيام                                          |
| من: 30 نوفمبر 2018 وفاة جورج بوش إلى:20 يناير 2021 تنصيب جو بايدن                                                                             | 5                                                        | جيمي كارتر بيل كلينتون جورج دبليو بوش باراك أوباما دونالد ترامب                    | 6 سنوات و111 أيام                                        |
| من: 20 يناير 2021 تنصيب جو بايدن إلى: (الوقت الحالي)                                                                                          | 6                                                        | جيمي كارتر بيل كلينتون جورج دبليو بوش باراك أوباما دونالد ترامب جو بايدن           | 4 سنوات و60 أيام                                         |
| مصادر: |                                                          |                                                                                    |                                                          |

## معرض رؤساء الولايات المتحدة
كانت هناك عدة تجمعات لجميع الرؤساء الأحياء. فيما يلي صور لمجموعات الأشخاص الذين كانوا ، في وقت أو آخر ، يتألفون من جميع الرؤساء الأحياء ، على الرغم من أن العديد من هذه الصور تم التقاطها قبل أو بعد الفترة الزمنية التي كان فيها الأشخاص الذين تم تصويرهم هم الرؤساء الوحيدون الأحياء ، وفي بعض الصور واحد من الرؤساء الذين تم تصويرهم لم يتسلموا مناصبهم بعد.

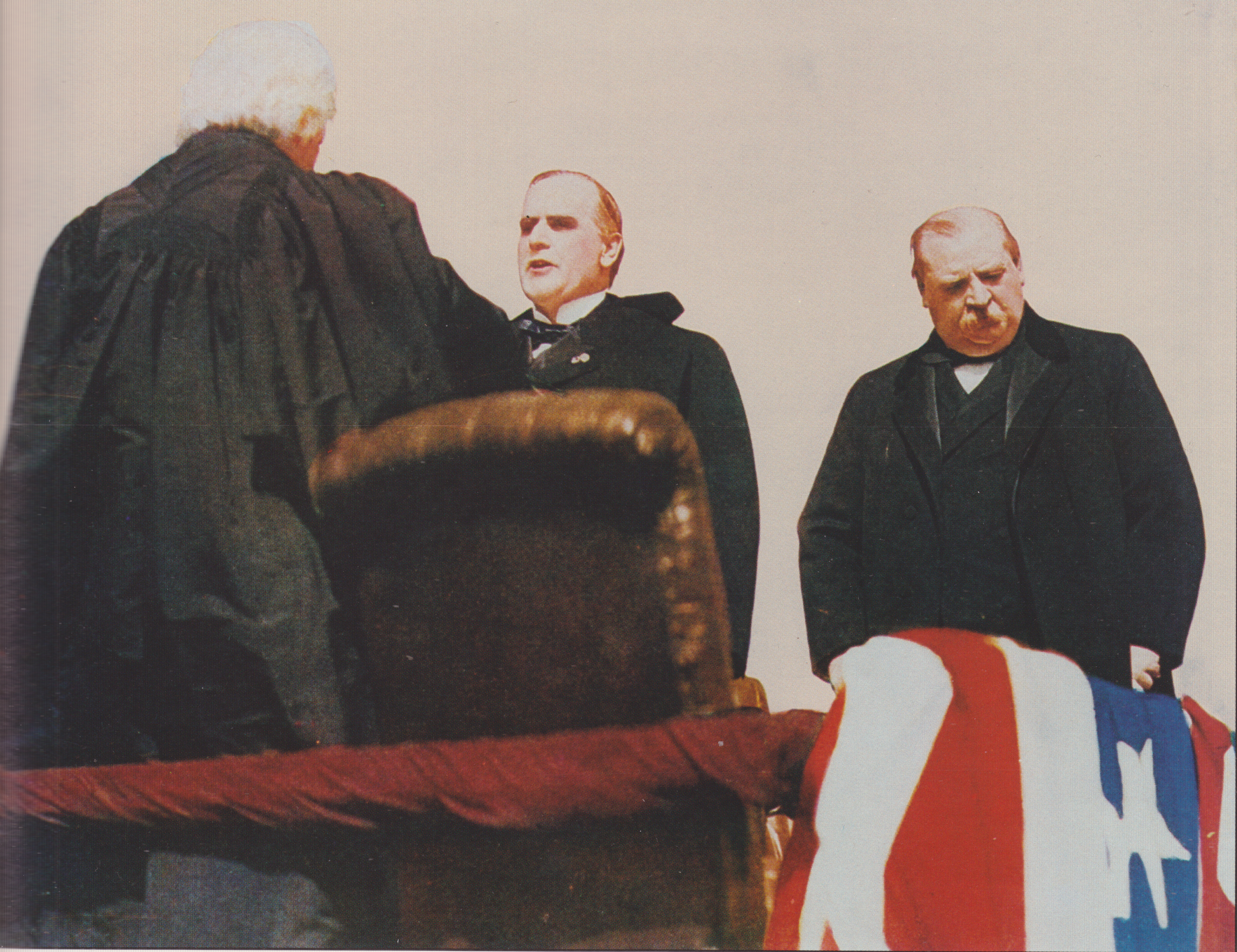
1901 إلى 1901 (من اليمين):  - جروفر كليفلاند - ويليام ماكينلي
1901 إلى 1908 (من اليسار):  - جروفر كليفلاند - ثيودور روزفلت
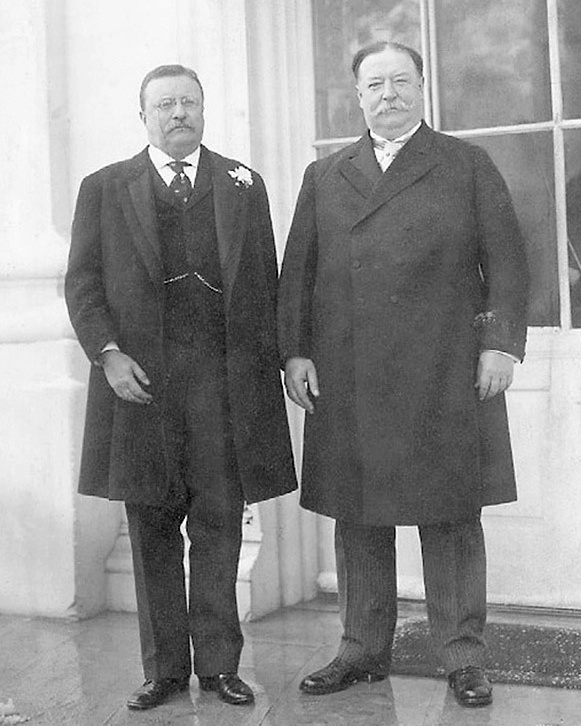
1909 إلى 1913 (من اليمين):  - ويليام هوارد تافت - ثيودور روزفلت
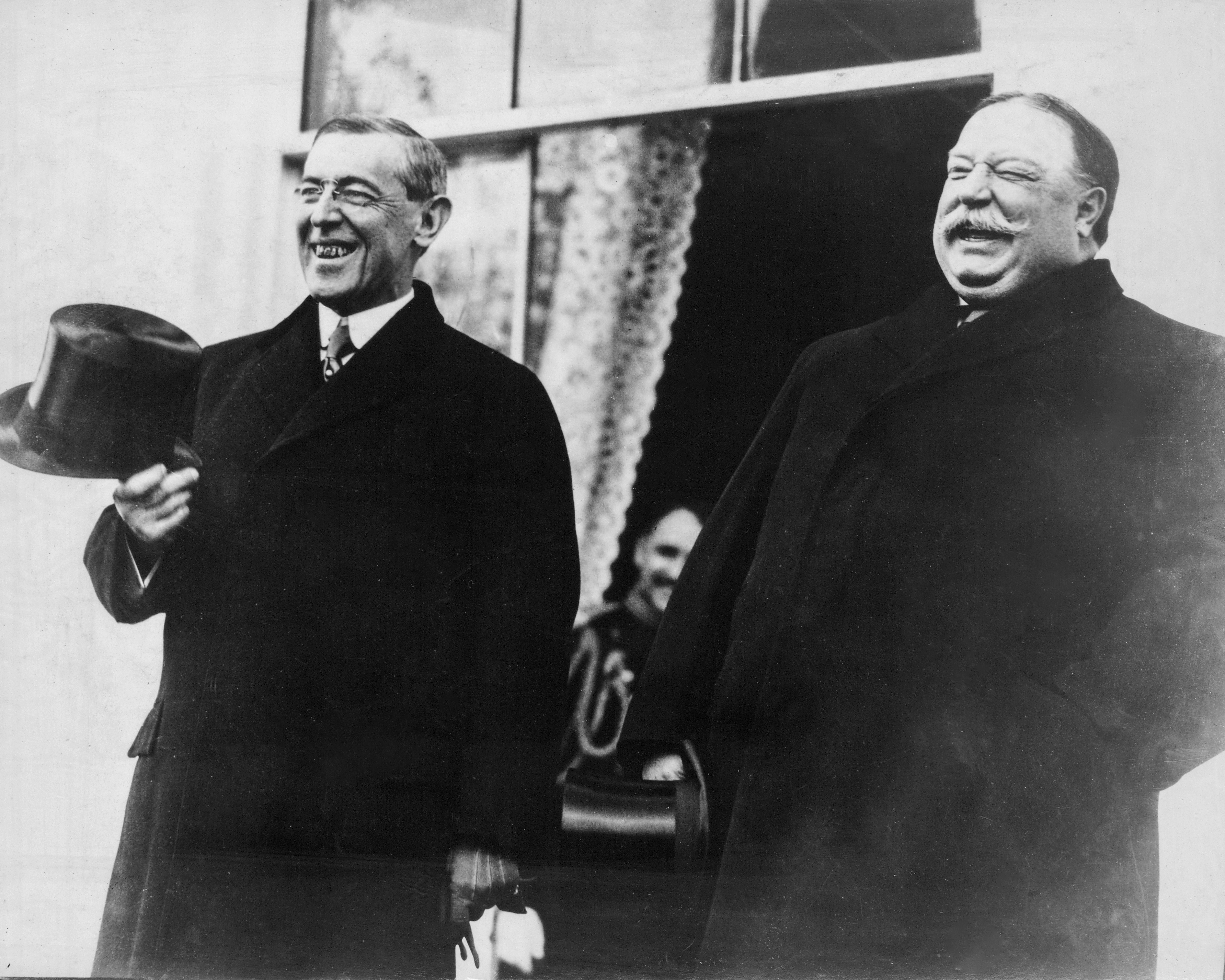
1919 إلى 1921 (من اليمين):  - ويليام هوارد تافت - وودرو ويلسون
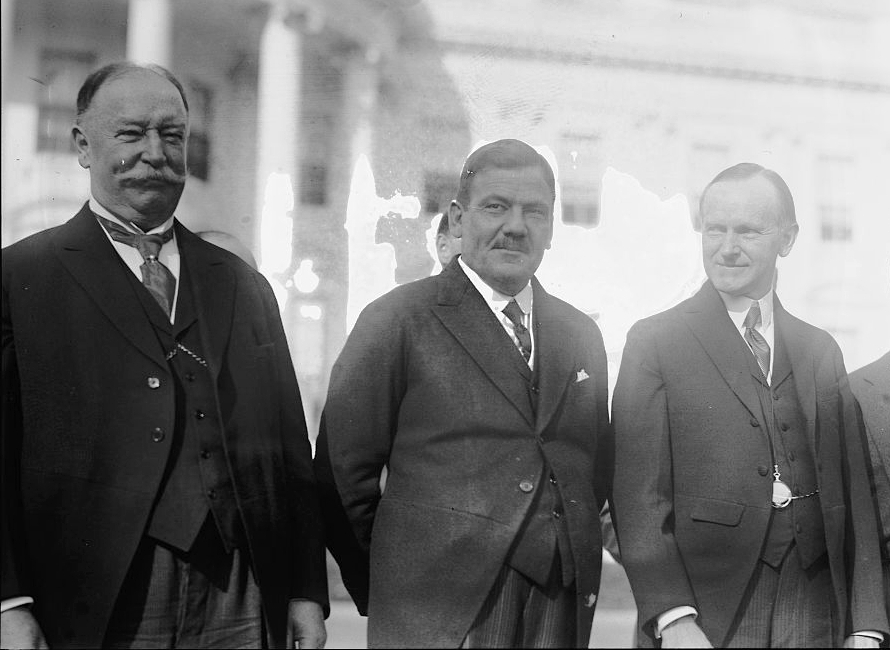
1924 إلى 1929 (من اليمين):  - كالفين كوليدج - ويليام هوارد تافت
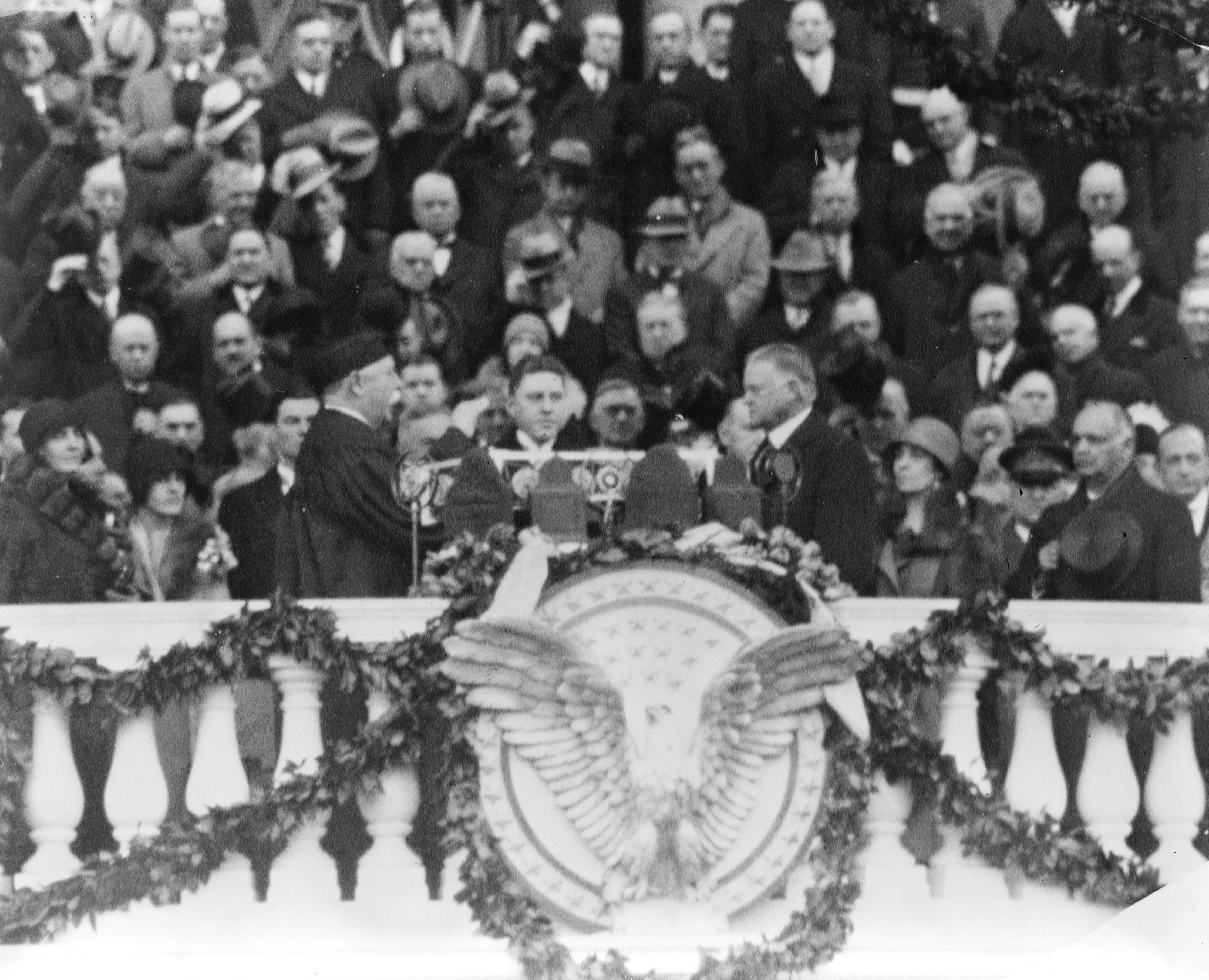
1929 إلى 1930 (من اليمين):  - هربرت هوفر - كالفين كوليدج - ويليام هوارد تافت
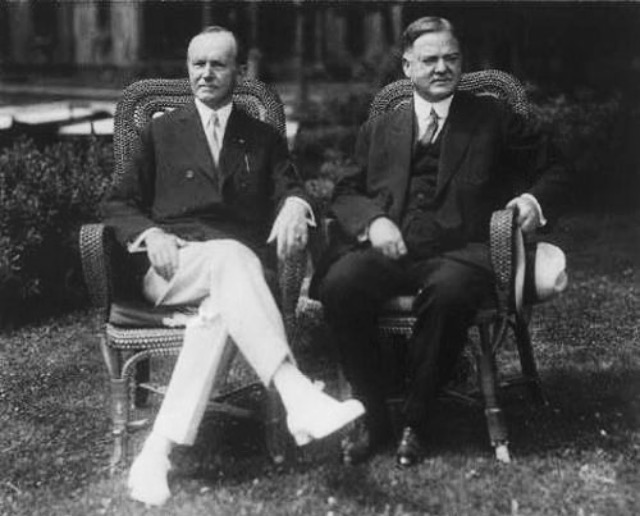
1930 إلى 1933 (من اليمين):  - هربرت هوفر - كالفين كوليدج
1933 إلى 1945 (من اليمين):  - فرانكلين روزفلت - هربرت هوفر
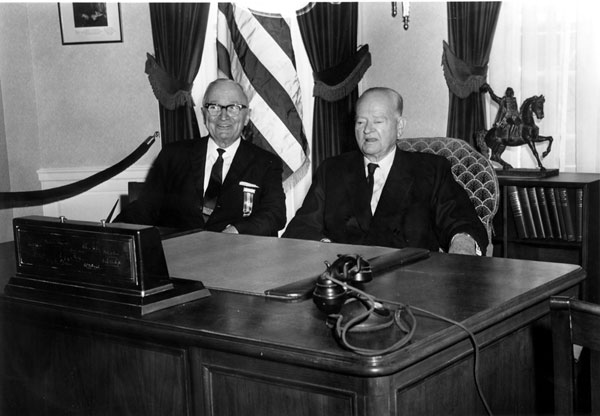
1945 إلى 1953 (من اليمين):  - هربرت هوفر - هاري ترومان
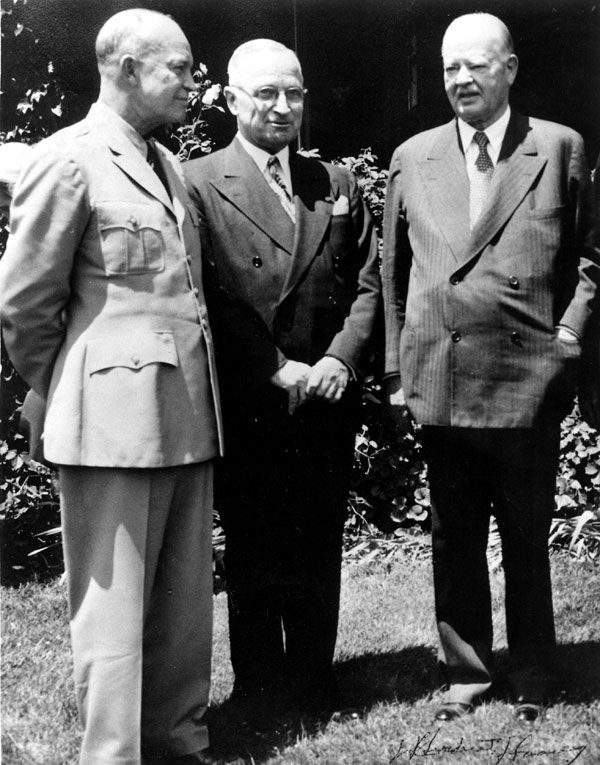
1953 إلى 1961 (من اليمين):  - هربرت هوفر - هاري ترومان - دوايت أيزنهاور
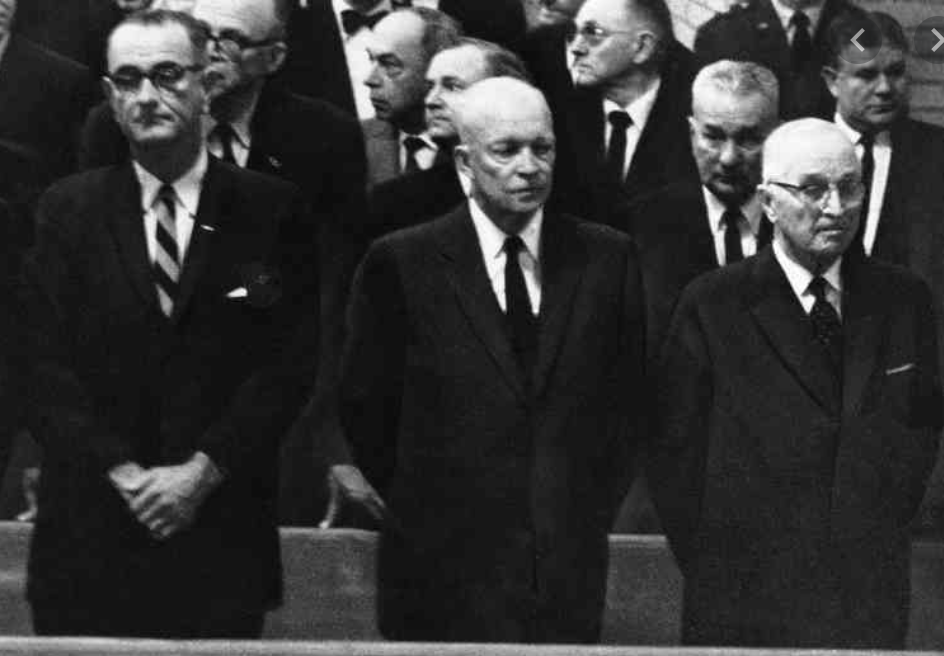
1964 إلى 1969 (من اليمين):   - هاري ترومان - دوايت أيزنهاور - ليندون جونسون
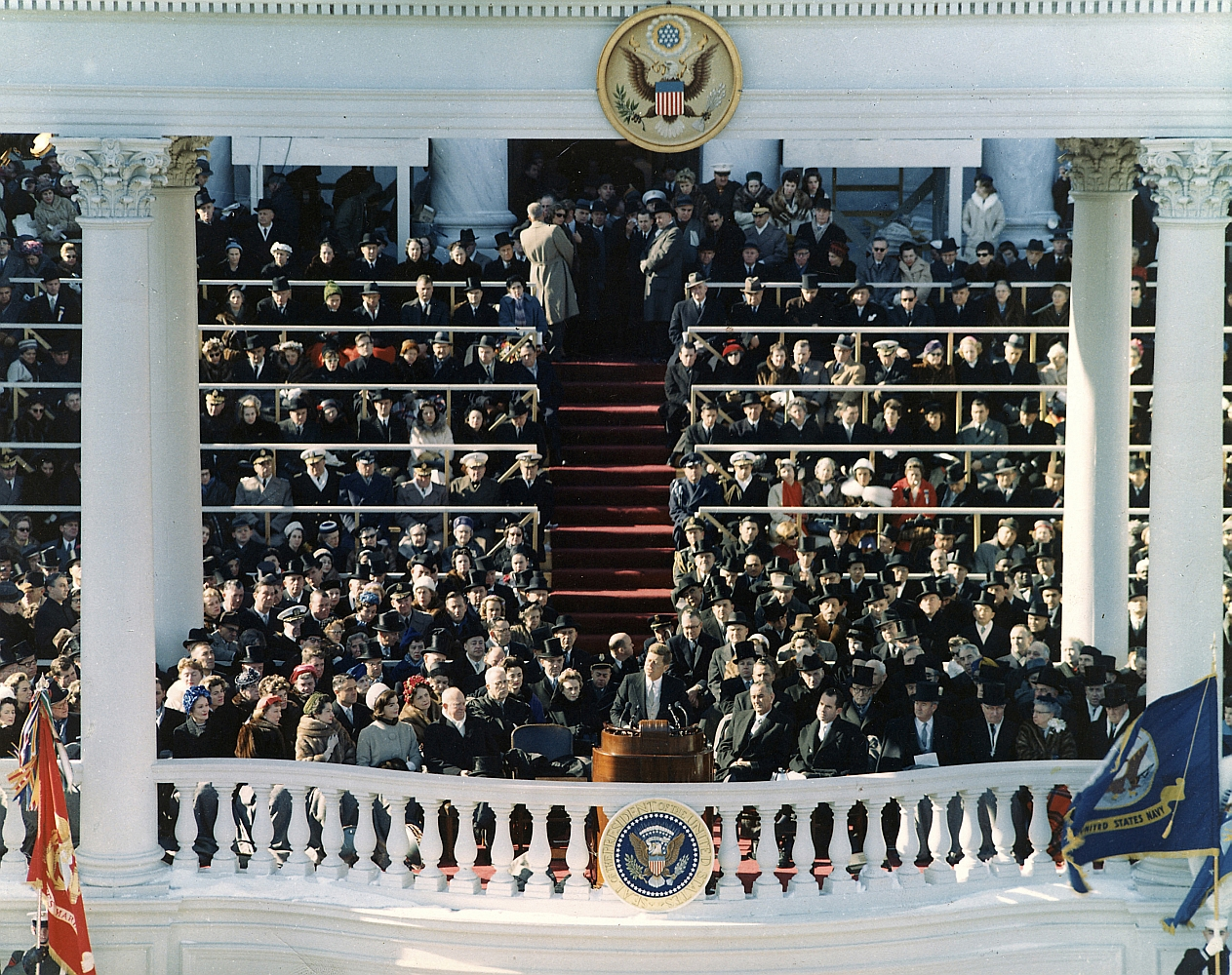
1969 إلى 1969 (من اليمين):  - هاري ترومان
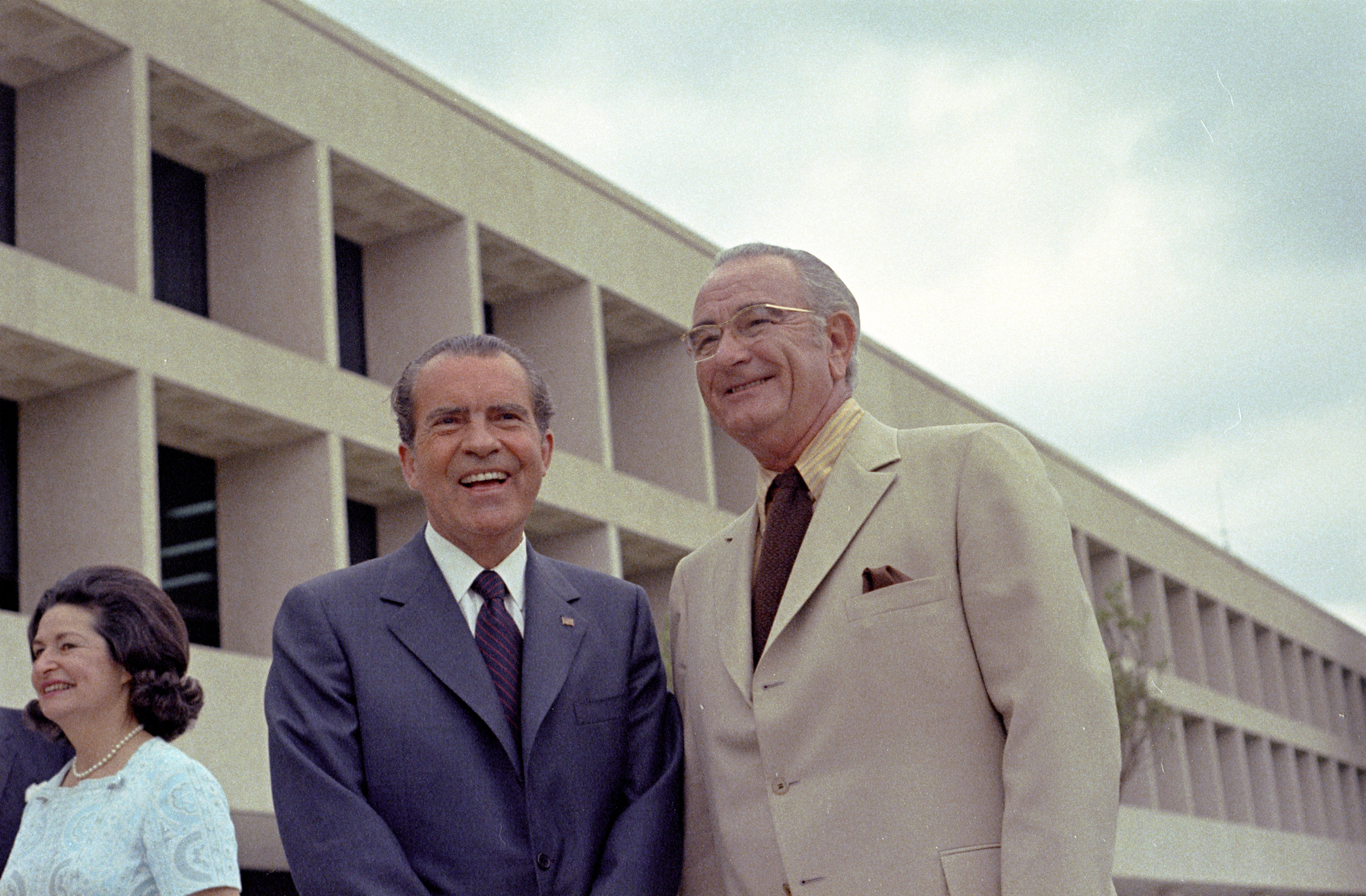
1972 إلى 1973 (من اليمين):
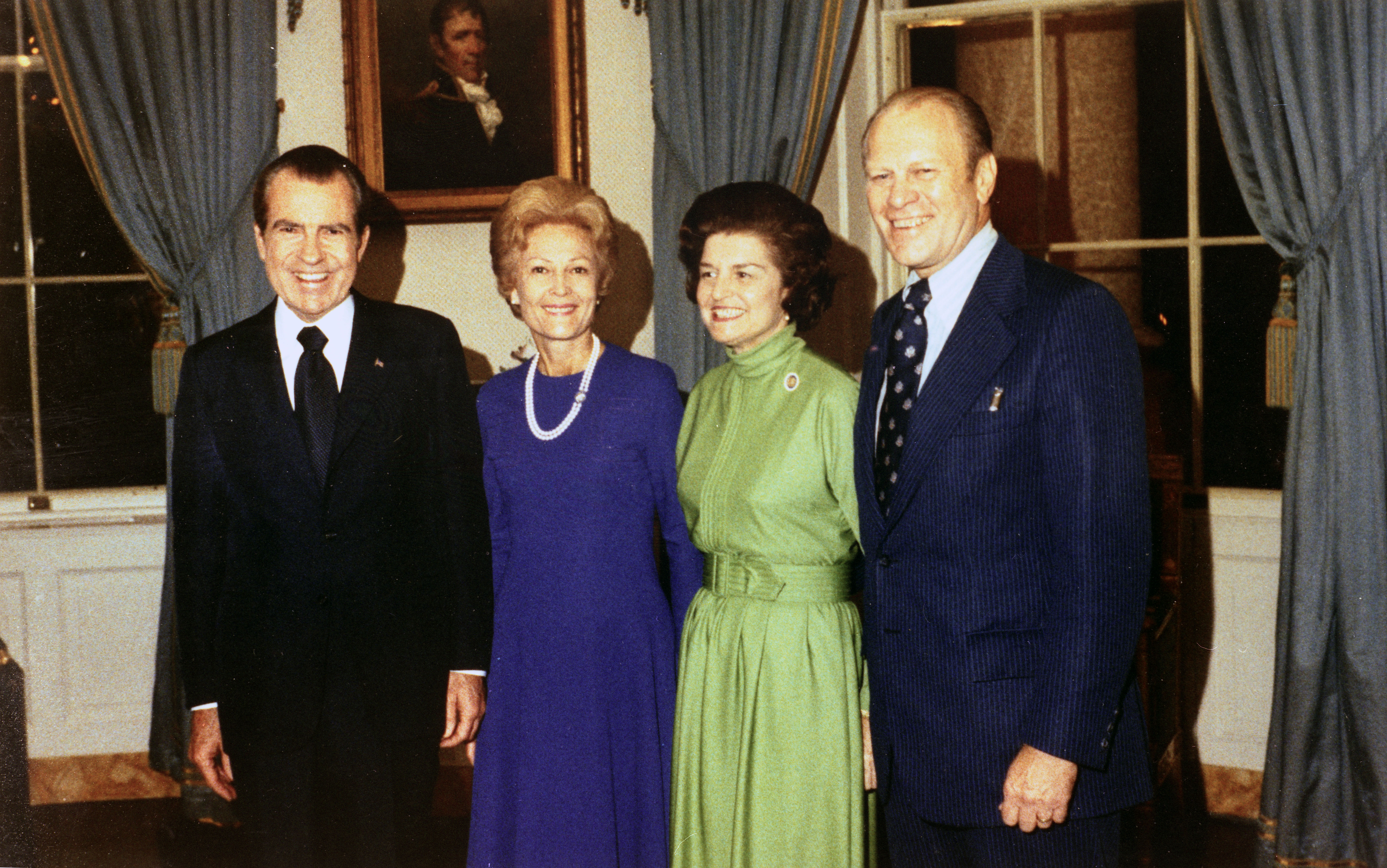
1974 إلى 1977 (من اليمين):
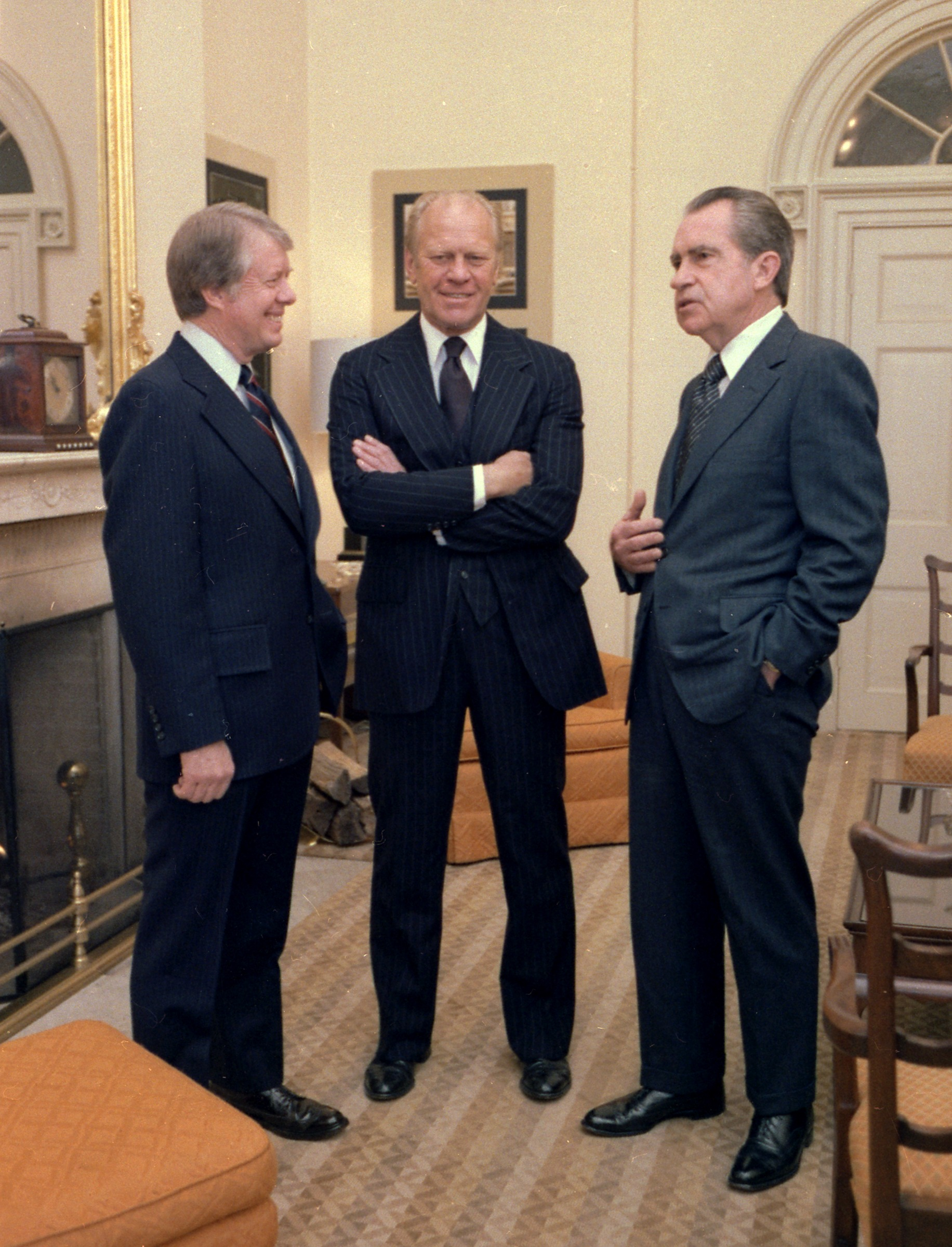
1977 إلى 1981 (من اليمين):
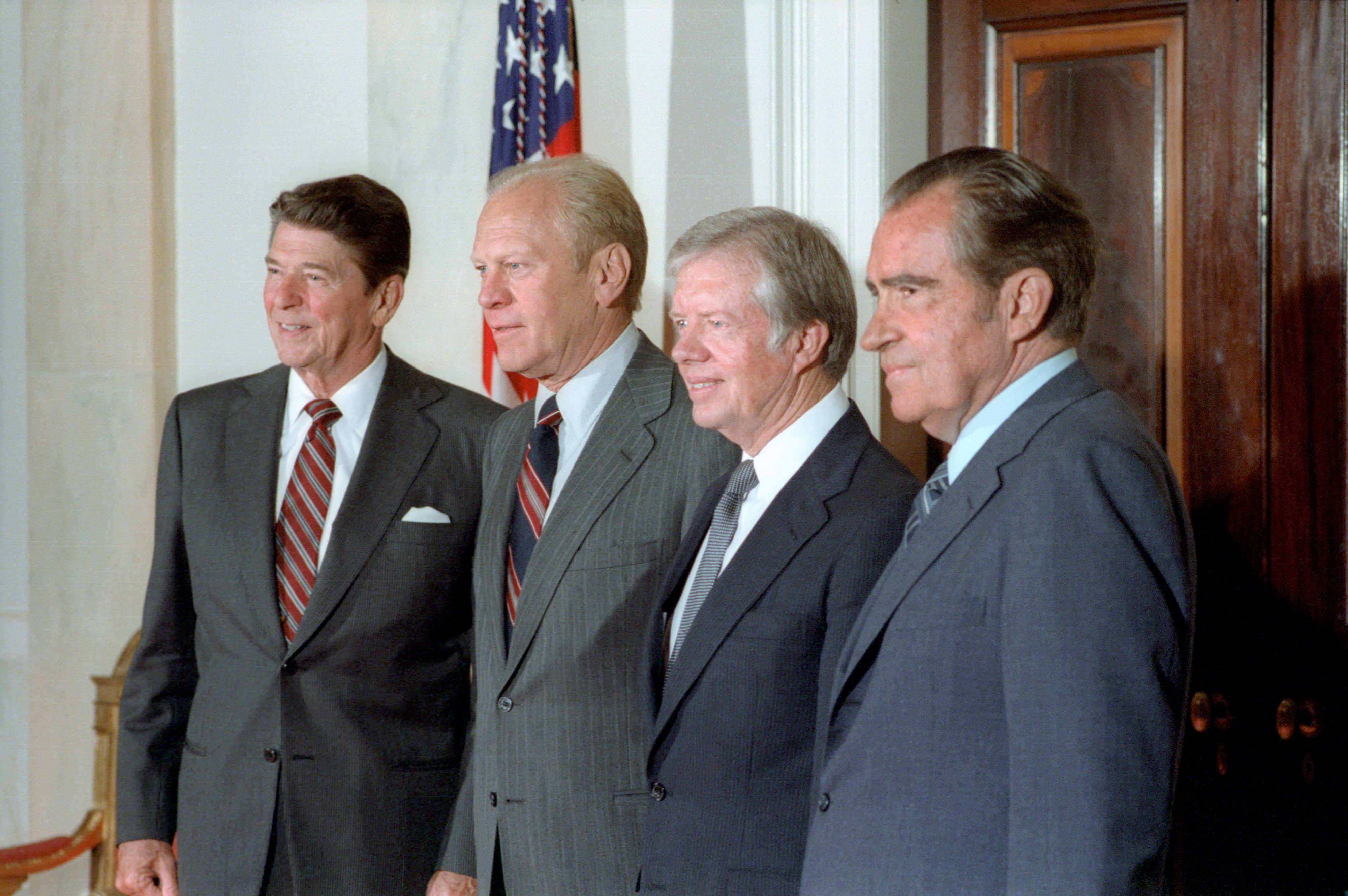
1981 إلى 1989 (من اليمين):
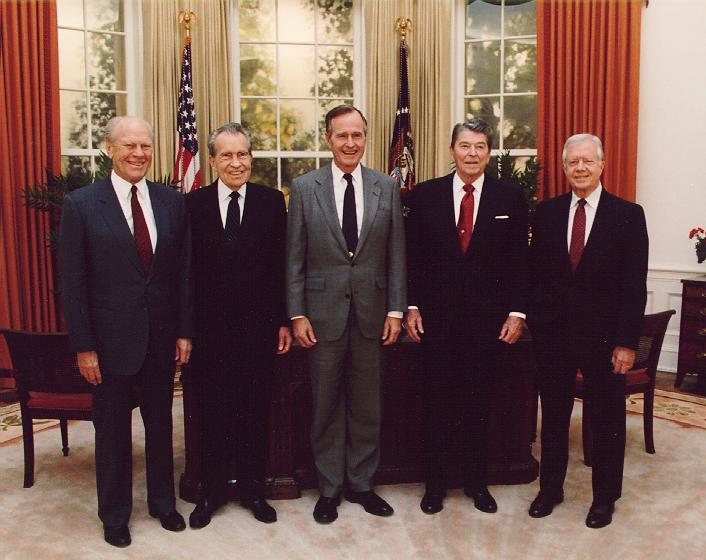
1989 إلى 1993 (من اليمين):
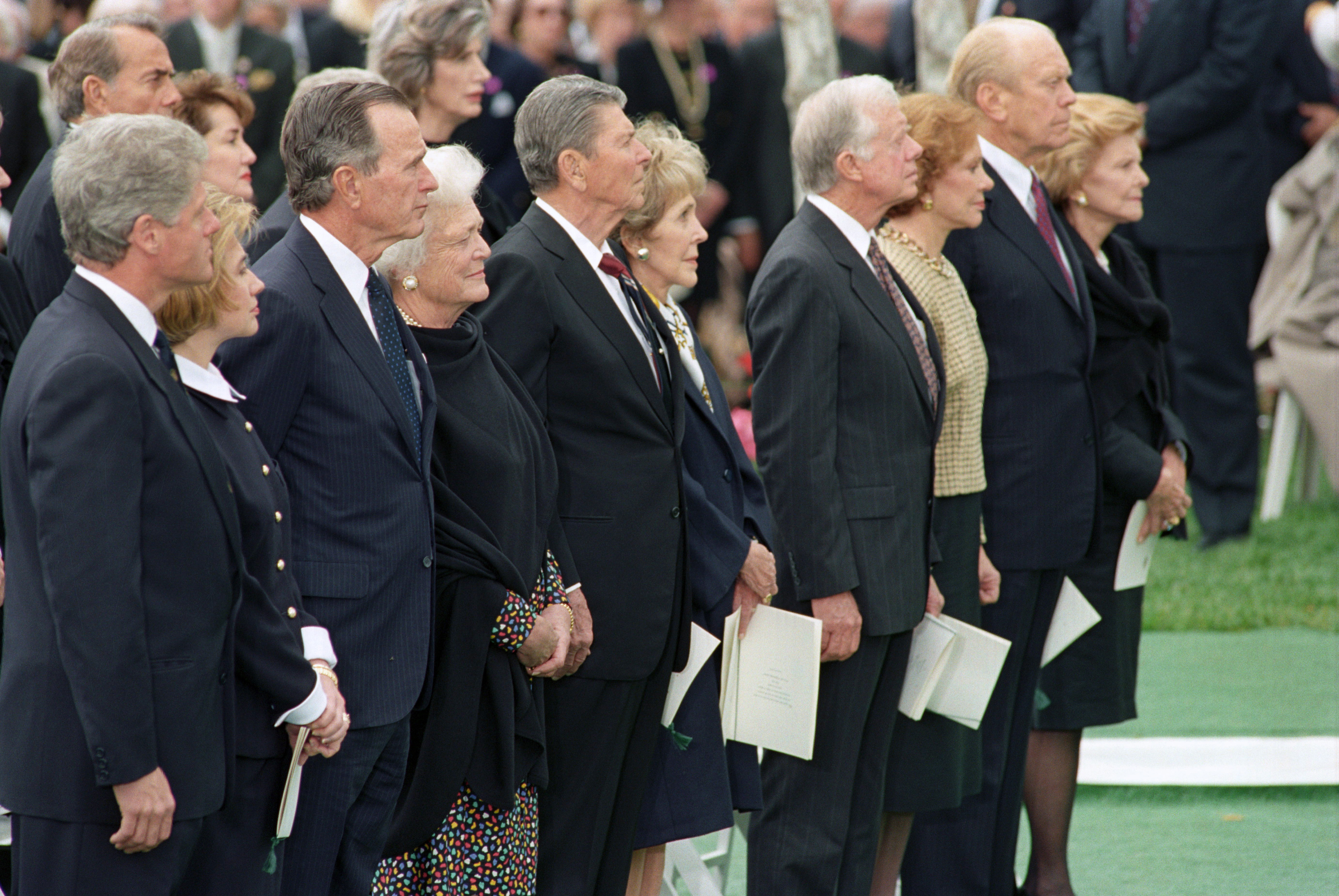
1994 إلى 2001 (من اليمين):
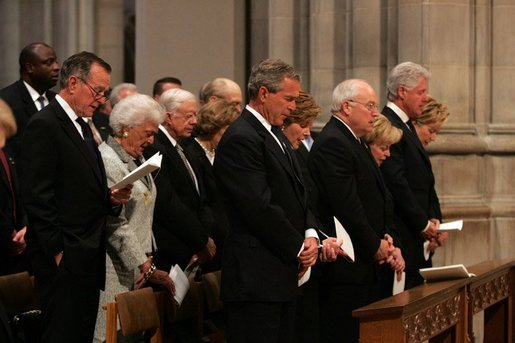
2004 إلى 2006 (من اليسار):
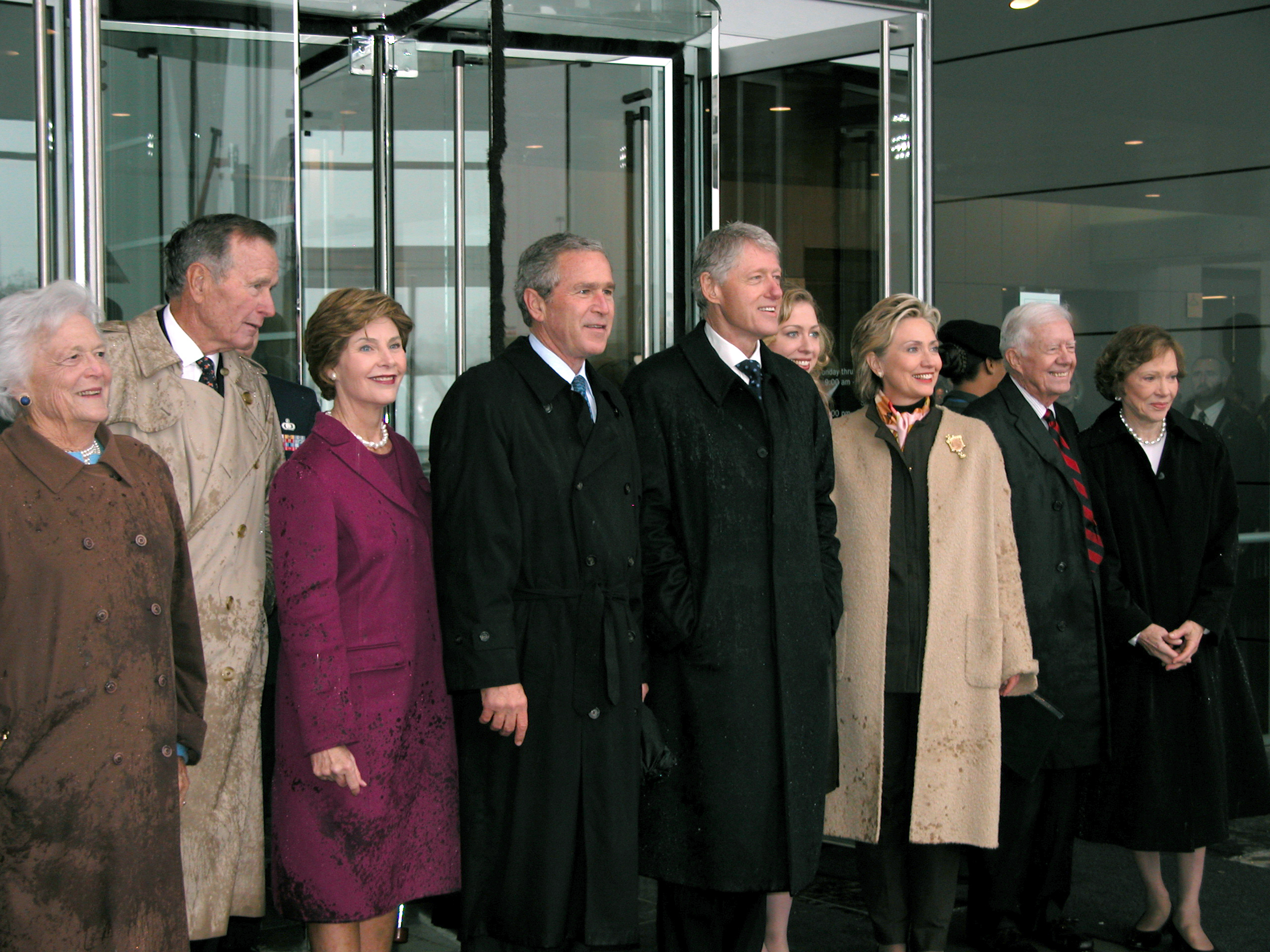
2006 إلى 2009 (من اليمين):
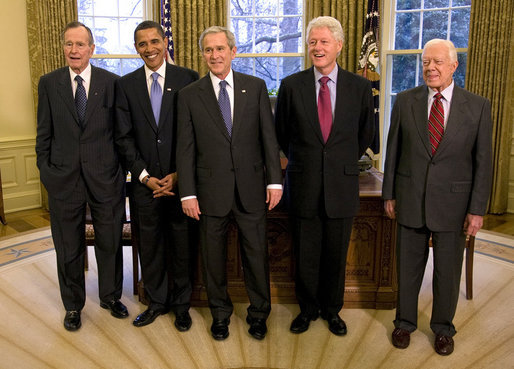
2009 إلى 2017 (من اليمين):
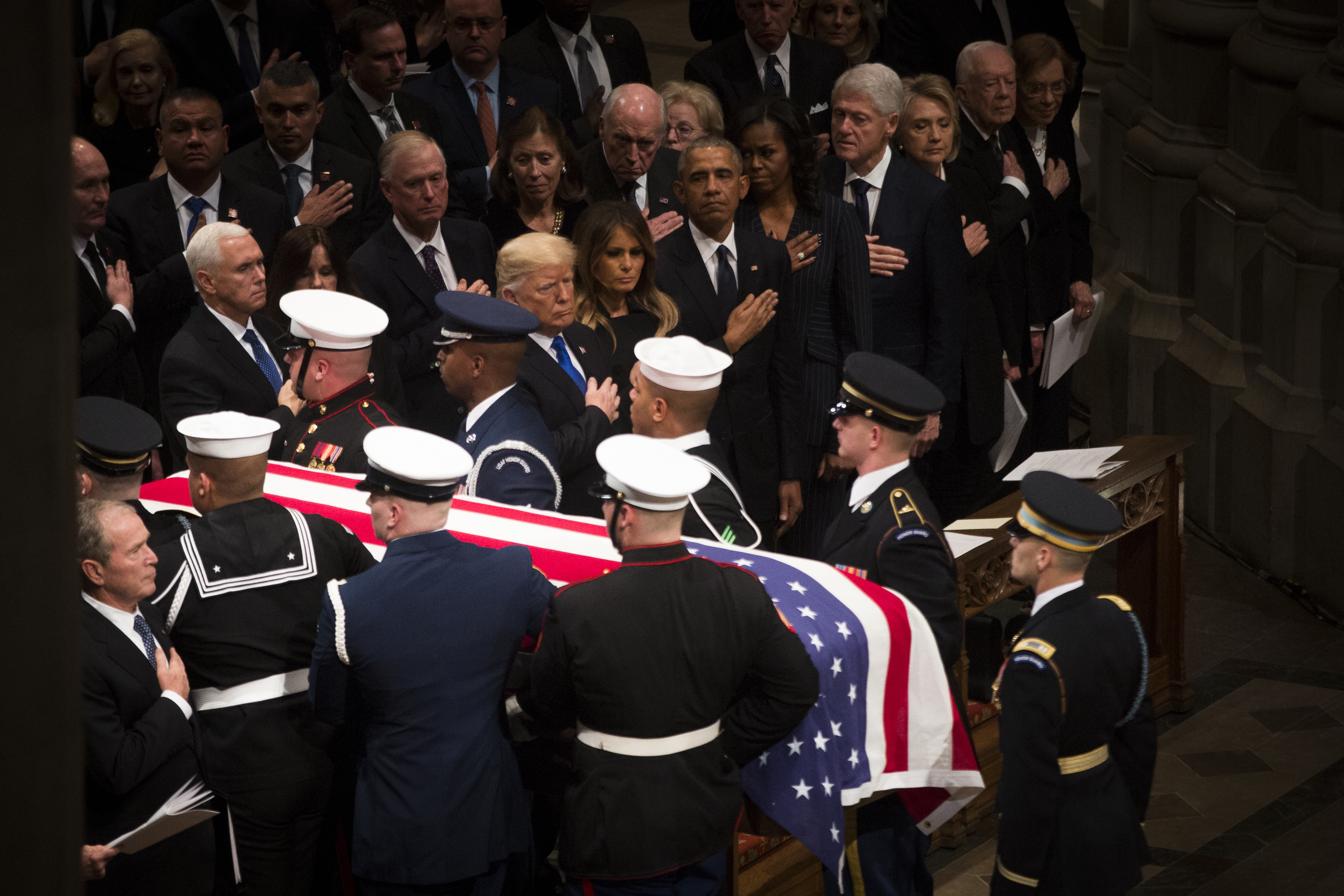
2018 (من اليمين):
  - ريتشارد نيكسون
  - ليندون جونسون
  - جون ف. كينيدي
  - دوايت أيزنهاور
- 1972 إلى 1973 (من اليمين):  - ليندون جونسون
  - ريتشارد نيكسون
- 1974 إلى 1977 (من اليمين):  - جيرالد فورد
  - ريتشارد نيكسون
- 1977 إلى 1981 (من اليمين):  - ريتشارد نيكسون
  - جيرالد فورد
  - جيمي كارتر
- 1981 إلى 1989 (من اليمين):  - ريتشارد نيكسون
  - جيمي كارتر
  - جيرالد فورد
  - رونالد ريغان
- 1989 إلى 1993 (من اليمين):  - جيمي كارتر
  - رونالد ريغان
  - جورج بوش الأب
  - ريتشارد نيكسون
  - جيرالد فورد
- 1994 إلى 2001 (من اليمين):  - جيرالد فورد
  - جيمي كارتر
  - رونالد ريغان
  - جورج بوش الأب
  - بيل كلينتون
- 2004 إلى 2006 (من اليسار):  - جورج بوش الأب
  - جيمي كارتر
  - جيرالد فورد
  - جورج دبليو بوش
  - بيل كلينتون
- 2006 إلى 2009 (من اليمين):  - جيمي كارتر
  - بيل كلينتون
  - جورج بوش الأب
  - جورج دبليو بوش
- 2009 إلى 2017 (من اليمين):  - جيمي كارتر
  - بيل كلينتون
  - جورج دبليو بوش
  - باراك أوباما
  - جورج بوش الأب
- 2018 (من اليمين):  - جيمي كارتر
  - بيل كلينتون
  - باراك أوباما
  - دونالد ترامب
  - جورج دبليو بوش